# 스나가와나나반역
스나가와나나반역(일본어: 砂川七番駅, すながわななばんえき 스나가와나나반에키[*])은 일본 도쿄도 다치카와시에 있는 다마 도시 모노레일 다마 도시 모노레일 선의 역이다.
스나가와역으로 계획 및 건설되고 있었지만, 개통 즈음에 지역의 총칭 이름으로 역명이 채용되었다.

## 역 구조
대향식 승강장 2면 2선의 고가역이다. 궤도가 이모쿠보 가도 위에 있어 역사는 이모쿠보 가도의 중앙 분리대에 설치되어 있다. 역사는 다마 도시 모노레일 선의 다른 비환승 역과 같은 표준화가 도모되었다.
승강장은 1000계 전차 4량 편성(약 60m)의 허용장과 승강장 문이 있다. 1000계 전동차 휠체어 공간의 승강장 문 앞에는 배리어 프리에 슬로프가 있다.
엘리베이터 및 에스컬레이터가 설치되어 있다.

### 승강장
| 1 | 다마 도시 모노레일 선 | 다마가와조스이・가미키타다이 방면          |
| 2 | 다마 도시 모노레일 선 | 다치카와키타・다카하타후도・다마 센터 방면 |

## 역 주변
이모쿠보 가도 및 이쓰카이치 가도와 교차하는 스나가와나나반 교차로에 접하고 있다. 주변은 구가의 많은 주택가였지만, 최근에는 아파트 및 상업 시설도 증가하고 있다. 궤도로 직행하는 이쓰카이치 도로변에는 느티 나무가 많다.
- 이모쿠보 가도
- 이쓰카이치 가도
- 클린업 쇼 룸
- 히타치 하우스테크 쇼 룸
- INAX 쇼 룸
- SUZUKI 자동차 전시장
- 아사히 다치카와우치점
- 다치카와 시 미유키 도서관
- 가와고에도 녹지 고택원

## 역사
- 1998년 11월 27일: 영업 개시.

## 인접역
| 다마 도시 모노레일 다마 도시 모노레일 선 | 다마 도시 모노레일 다마 도시 모노레일 선 | 다마 도시 모노레일 다마 도시 모노레일 선 |
| ---------------------------------------- | ---------------------------------------- | ---------------------------------------- |
| 다마가와조스이 가미키타다이 방면         |                                          | 이즈미타이이쿠칸 다마 센터 방면          |